# Roupcovití
Roupcovití (Asilidae) je čeleď much, nazývaných také loupeživé nebo zabijácké mouchy (robber nebo assasin flies). Jsou to mohutně stavěné mouchy s krátkým, statným sosákem. Jejich název odráží jejich dravé zvyky – živí se převážně nebo výhradně jiným hmyzem a zpravidla vyčkávají v záloze a kořist chytají za letu.
Do čeledi Asilidae spadá více než 7000 popsaných druhů. Čeleď popsal francouzský entomolog P. A. Latreille v roce 1802.

## Popis

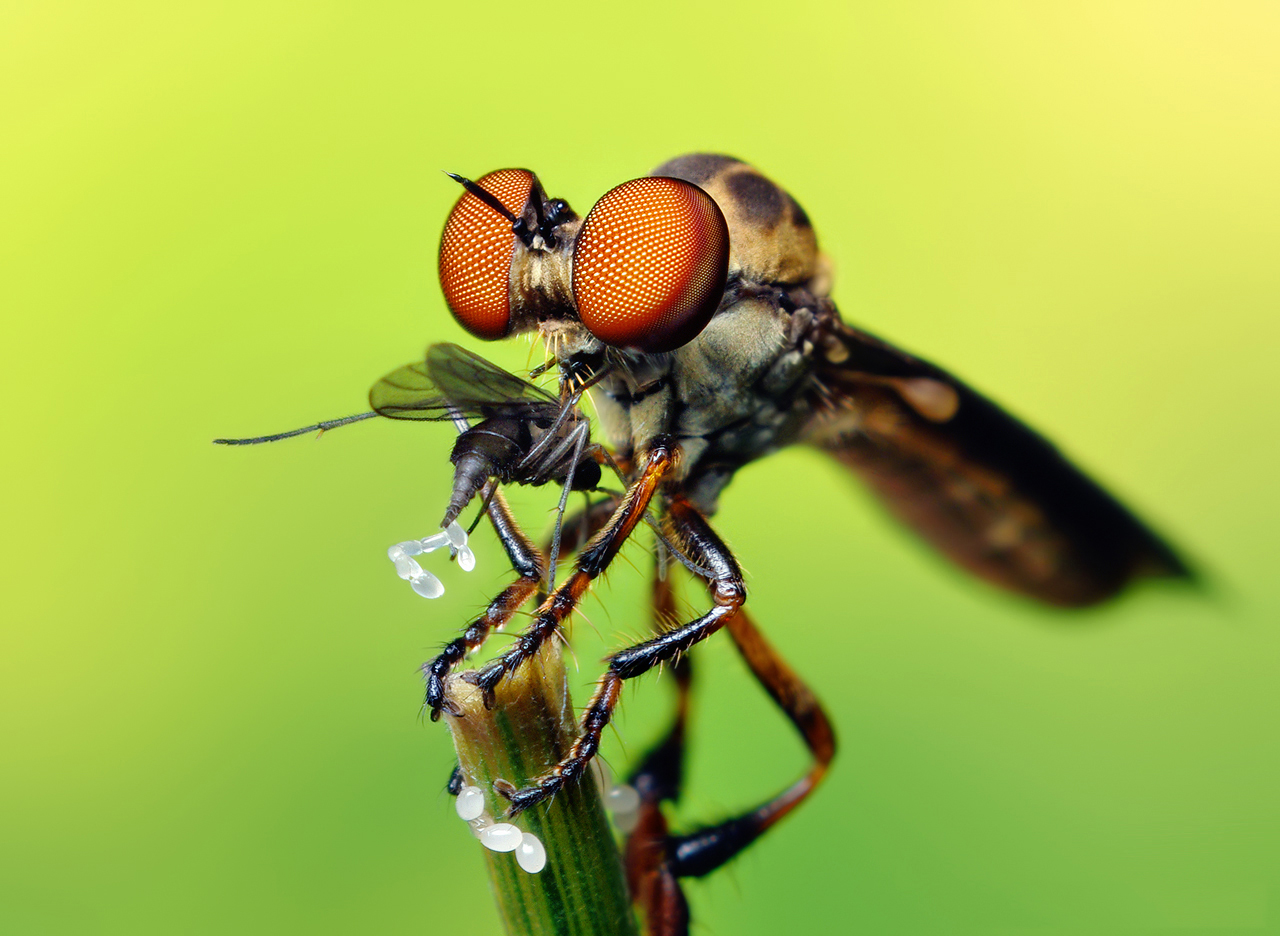
Čelní pohled na charakteristickou prohlubeň tvořenou vyvýšením složených očí

Dospělci mají průměrnou šířku těla mezi 1 a 1,5 cm, ale dosahují až 5 cm na délku.
Hlava má tři oči v charakteristické prohlubni tvořené vyvýšením složených očí. Tento znak je morfologickou zvláštností roupců.
Mouchy této čeledi mají silné, ostnaté nohy a tři jednoduché oči v charakteristické prohlubni mezi dvěma velkýma složenýma očima. Mají také obvykle hustý knír z tuhých štětin, tzv. mystax. Ten má zřejmě poskytovat jistou ochranu hlavy, když mouchy bojují s kořistí. Příslušníci této čeledi se totiž živí i druhy jako jsou bodavé kobylky, vážky a dokonce i jiných roupcovití.

## Biologie

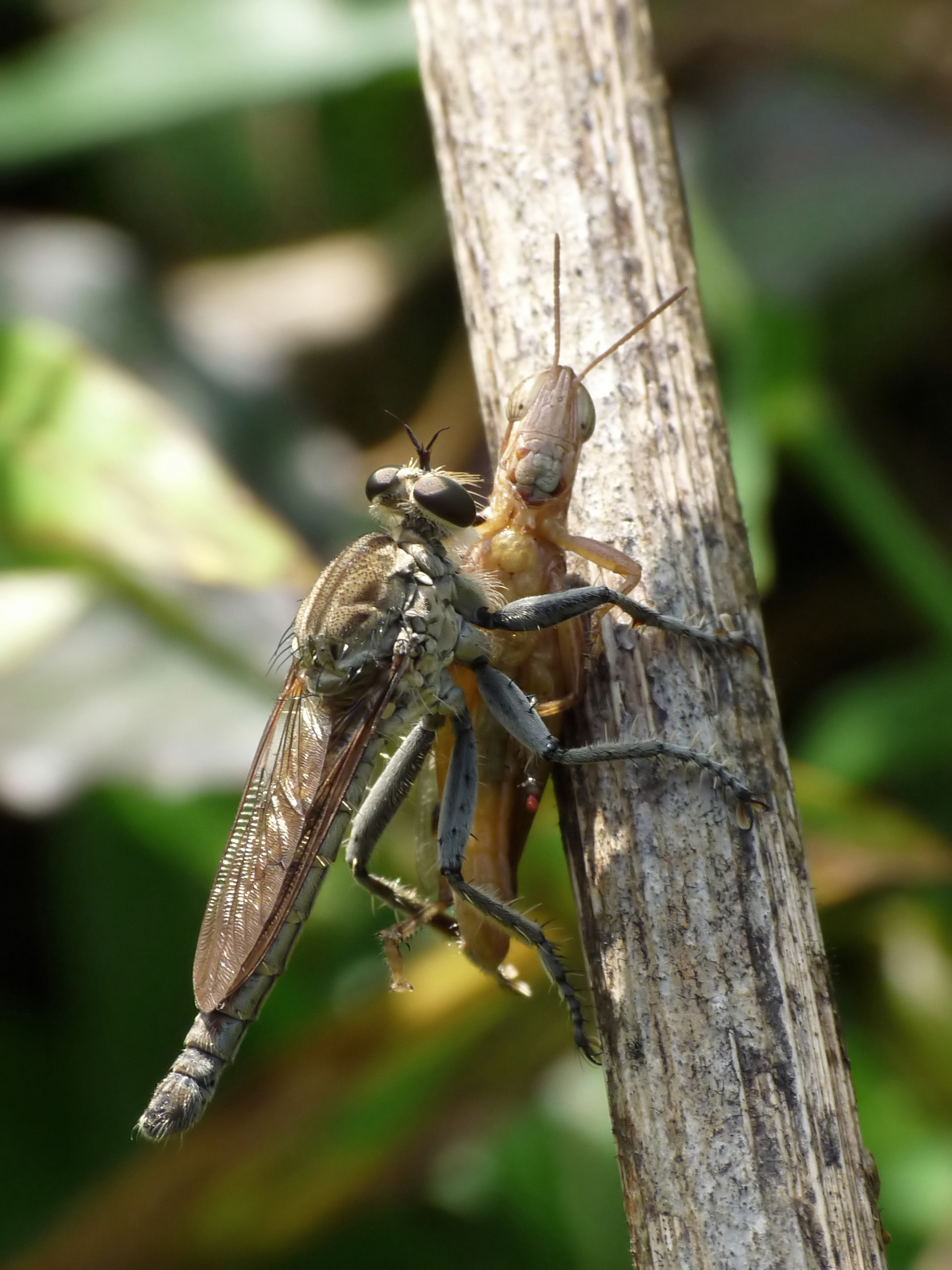
Moucha z čeledi roupcovitých se živí cvrčkem. Má silné nohy, přizpůsobené k chycení kořisti za letu.

Roupcovití jsou predátoři, v juvenilním i dospělém stádiu. Tato čeleď napadá velmi širokou škálu kořisti, včetně jiných much, brouků, motýlů a můr, včel, mravenců, vážek, kobylek i některých pavouků. Činí tak bez ohledu na jakékoli odpuzující chemikálie, které může mít kořist k dispozici.
Moucha útočí na svou kořist tak, že ji probodne krátkým, silným sosákem. Útočí v bodech nejmenšího odporu, jako jsou oči, oblast přechodu mezi hlavou a hrudí nebo mezi hrudí a zadečkem. Vstříkne do ní sliny obsahující neurotoxické a proteolytické enzymy. Ty oběť velmi rychle paralyzují a vedou k rozpadu a zkapalnění jejích vnitřních tkání. Zakrátko je tak lovec schopen nasát tekutinu z oběti.
Životní cyklus trvá 1–3 roky. Postembryonální vývoj se skládá ze čtyř larválních stádií (instarů) a kukly.
Roupcovití jsou vynikající letci a obvykle zachycují kořist za letu. Často číhají na kořist na strategických místech. Zrak tedy hraje zásadní roli při hledání kořisti a jejím lovu.
Kořist roupců je zastoupena převážně jiným hmyzem, většinou okřídleným, ale jsou známy i případy napadení pavouků. Mezi nejčastěji napadané patří brouci, blanokřídlí, dále dvoukřídlí, polokřídlí a motýli; zmiňována je i kořist různých dalších řádů (vážky, síťokřídlí, termiti, třásnokřídlí, švábi atd.).

## Stanoviště
Roupci se obecně vyskytují na stanovištích, která jsou otevřená, slunečná a suchá. Upřednostňují otevřenou nebo roztroušenou vegetaci a některé druhy často i holou půdu. Mezi typická stanoviště patří savana, lesostep, step, polopoušť, křoviny makchie a příbuzné typy.

## Rozšíření

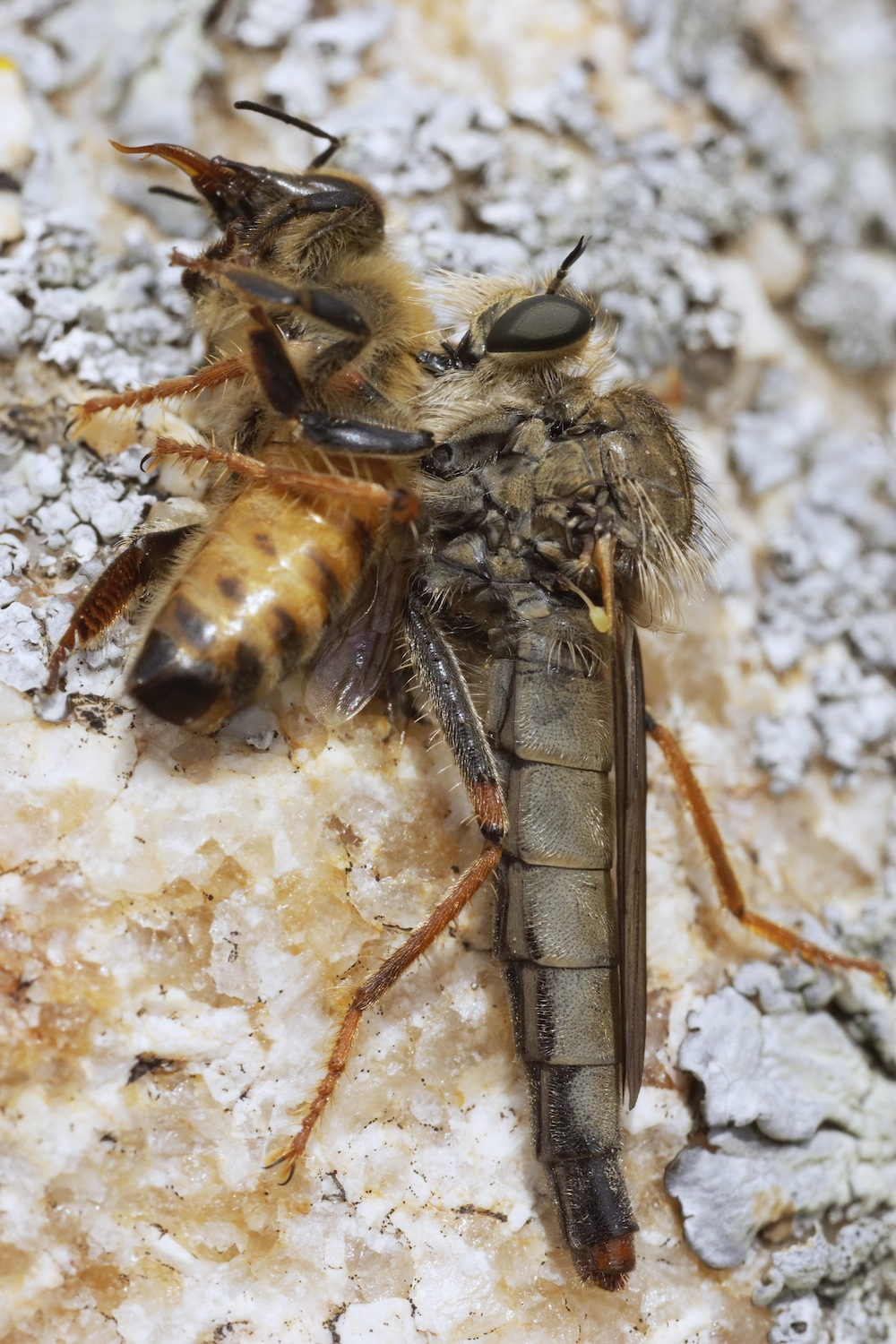
Samice Stenopogon martini se živí včelou

Roupcovití se vyskytují ve všech zoogeografických oblastech kromě Antarktidy. Na severní polokouli se některé druhy přizpůsobily i tundře. Alpské druhy se vyskytují v nadmořských výškách přesahujících 4000 metrů. Nejvyšší biologická rozmanitost je však v teplých podnebích; nejvíce zástupcům této čeledi vyhovují tropické nebo subtropické a vyprahlé nebo polosuché oblasti.
Ve střední Evropě je tato čeleď zastoupena téměř 200 druhy, v České republice jich žije přes 80 (např. roupec žlutý nebo roupec sršňový).

## Taxonomie
Asilidae v současnosti zahrnuje přes 7500 popsaných druhů v asi 556 rodech. Jejich taxonomie je stále předmětem studia.